# Spatulina engeli
Spatulina engeli är en tvåvingeart som beskrevs av Szilady 1942. Spatulina engeli ingår i släktet Spatulina och familjen snäppflugor. Inga underarter finns listade i Catalogue of Life.